# Anik Kadinski
Anik Kadinski, właściwie Dominika Kodrnja-Hraby (ur. 17 kwietnia 1975 w Wiedniu) – austriacka piosenkarka pop.

## Życiorys
Anik Kadinski pochodzi z Wiednia, jej matką była polska aktorka Elżbieta Góralczyk, a jej ojciec był Austriakiem, który zabrał ją do muzyki. Śpiewała już w szkolnym zespole i ukończyła jazzowy śpiew w Konserwatorium Schuberta. Następnie śpiewała w różnych zespołach, a w 2000 roku spotkała się z producentem i klawiszowcem Florianem Glaszerem, z którym współpracuje. Rozpoczęła karierę solową i w 2002 roku wydała swój debiutancki album I Don’t Mind.
Mimo dobrych recenzji sprzedaż pozostała jednak na niskim poziomie. W tym samym roku wzięła udział w austriackim eliminacjach do Konkursu Piosenki Eurowizji i zajęła piąte miejsce z Be Somebody, Be Someone.
Drugi album “My Definition” ukazał się w 2004 roku, a przebojem radiowym stał się singlem “Another Goodbye“. Zajęła 18. miejsce na liście przebojów w Austrii. Do trzeciego albumu minęły cztery lata. W 2008 roku ukazał się singiel “Dance in the Moonlight”, który ponownie znalazł się na liście przebojów.
Kadinski jest również dyplomowanym tłumaczem języka angielskiego i polskiego.

## Dyskografia

### Albumy
- I Don't Mind (2002)
- My Definition (2004)
- Playful (2008)

### Single
- Wanna Be (2001)
- Be Somebody, Be Someone (2002)
- I Don't Mind (2002)
- Another Goodbye (2004)
- Dance in the Moonlight (2008)